# سفارة زيمبابوي في المملكة المتحدة
سفارة زيمبابوي في المملكة المتحدة هي أرفع تمثيل دبلوماسي لدولة زيمبابوي لدى المملكة المتحدة. تقع السفارة في مدينة وستمنستر وهي تهدف لتعزيز المصالح الزيمبابوية في المملكة المتحدة.

## وصلات خارجية
- قائمة سفارات زيمبابوي
- قائمة السفارات في المملكة المتحدة